# Parafia św. Barbary w Magnuszewicach
Parafia Świętej Barbary w Magnuszewicach – parafia rzymskokatolicka znajdująca się w diecezji kaliskiej, w dekanacie Jarocin.